# ستريت فايتر 4
ستريت فايتر 4 (بالإنجليزية: Street Fighter IV)‏ هي لعبة فيديو قتالية من إنتاج شركة كابكوم لعام 2008، وهذا هو الجزء الرابع من سلسلة ألعاب الفيديو الشهيرة (ستريت فايتر) بعد ثلاثة أجزاء كان آخرها في عام 1999. أصدرت اللعبة لجهاز البلاي ستيشن 3 والإكس بوكس 360 والويندوز.

## روابط خارجية
- ستريت فايتر 4 على موقع IMDb (الإنجليزية)